# جغرافيا حيوية
الجغرافيا الحيوية أو الحياتية (بالإنجليزية: Biogeography)‏ هو علم دراسة توزيع التنوع الحيوي على المكان والزمان. وهو يهدف للكشف عن أماكن عيش الكائنات الحية ومدى غزارتها ولماذا.
تعتبر الجغرافيا الحيوية أكثر فروع الجغرافيا الطبيعية تأثراً بالإنسان وأنشطته المختلفة سواء كان تأثراً إيجابياً (بناء) أو سلبياً (هدم). إذ تظهر بصمات الإنسان بصورة واضحة فيما أصاب الغلاف الحيوي من تغير وتطور. فقد فقدت الأحياء بسبب الإنسان الكثير من مناطقها، وتقلصت مساحاتها الفعلية، لتحتل في الوقت الحاضر كسراً ضئيلاً بالقياس لما كان قائماً قبل.
وكان للاهتمام المتزايد من جانب الجيومورفولجيين بالجغرافيا الحيوية أثره في تطور هذا الفرع الجغرافي. ويتمثل هذا الاهتمام في دراسة تأثير عناصر الجغرافيا الحيوية في دورة التعرية (بالإنجليزية: Cycle of Erosion)‏، وتغيير أشكال سطح الأرض (بالإنجليزية: Land Forms)‏. فمنذ بداية القرن العشرين، كان الجيومورفولوجيون يعتقدون أن تعديل الأشكال الأرضية يحدث نتيجة لعوامل التجوية والتعرية، أمّا الآن فقد أصبح من المعترف به أن تغيير وتعديل شكل سطح الأرض يدين بالكثير أيضاً إلى غطاء التربة، وخصائصها، وإلى الغطاء النباتي، والأنشطة البشرية، التي لها آثارها المباشرة في تغيير البيئة الطبيعية إلى بيئة من صنع الإنسان.
وتختص الجغرافيا الحيوية بدراسة الغلاف الحيوي، أي بدراسة الجغرافيا النباتية، والحيوانية، والتربة، والإنسان، من حيث تأثيره في عناصر الغلاف الحيوي وما ينتج عن ذلك من اضطراب التوازن الطبيعي واختلاله.
وتهتم جغرافيا النبات (بالإنجليزية: Phytogeography)‏، بدراسة توزيع الغطاء النباتي الطبيعي، والتأثير المتبادل بين النباتات والبيئة. أمّا جغرافية الحيوان (بالإنجليزية: Zoogeography)‏، فتختص بدراسة توزيع الحياة الحيوانية، وتفاعل البيئة والحيوان، وتأثير كل منها على الآخر. وتتميز جغرافيا الحيوان بصلاتها الوثيقة بجغرافيا النبات، لذا تهتم الجغرافيا الحيوية بعالم النبات أكثر من اهتمامها بعالم الحيوان، ويعزى ذلك إلى أن الحيوانات تعتمد في وجودها إلى حد كبير على النبات، إضافة إلى أن الحيوانات لا تتميز بنفس الصلات الوثيقة التي تربط النباتات بالظروف البيئية.
يمكن شرح أنماط توزيع الأنواع عند هذا المستوى من خلال مجموعة من العوامل التاريخية مثل الانتواع والانقراض والانجراف القاري والجلشرة والتقاط النهر بالإضافة إلى العوائق الجغرافية وموارد الطاقة المتاحة.
يعرف أندرسون الجغرافيا الحيوية على أنها "علم دراسة وتحليل العـلاقة البيولوجية بين الإنسان باعتباره حيوان وبين عناصر بيئته الطبيعية الحية والغير حية. أما دو مارتون فيعرف الجغرافيا الحيوية على أنها "دراسة توزيع الكائنات على سـطح الأرض، وتعليل هذا التوزيع".

## وظائف الجغرافيا الحيوية
تقوم الجغرافيا الحيوية بمجموعة من الوظائف تجسد الهدف من دراستها وذلك على النحو التالي:
- تفسير العديد من مشكلات التوزيع النباتي والحيواني المثيرة للاهتمام، ومنها تفسير أسباب معيشة أنواع خاصة من الحيوانات في الأماكن التي تعيش فيها الآن مثل استئثار أستراليا بالجرابيات العديدة المتنوعة واقتصار وجود أشجار السكواة الكاليفورنية الجبارة (Giant Sequoias) التي يصل ارتفاعها إلى أكثر من 300 قدم على الجزء الأوسط من الساحل الغربي لأمريكا الشمالية.
- ايضاح كيفية استجابة النباتات والحيوانات لبيئاتها ولبعضها البعض، وكيفية تأثير العوامل البيئية كالمناخ والتربة والسطح والمياه في تطور الكائنات الحية وانتشارها.
- تتمثل أهميتها في أن دراسة الطاقات الإنتاجية البيولوجية في البيئات الطبيعية المختلفة على وجه الأرض تساعد إلى حد كبير في اتخاذ القرارات البشرية الخاصة بالاستخدام الأمثل للأرض.

## التاريخ

### القرن الثامن عشر
بدأت الاكتشافات الأولى التي ساهمت في تطوير الجغرافيا الحيوية كعلم في منتصف القرن الثامن عشر حيث استكشف الأوروبيون العالم ووصفوا التنوع البيولوجي للحياة. كانت معظم وجهات النظر حول العالم خلال القرن الثامن عشر تتشكل من خلال الدين والكتاب المقدس بالنسبة للعديد من اللاهوتيين الطبيعيين. بدأ كارل لينيوس في منتصف القرن الثامن عشر وضع طرق تصنيف الكائنات الحية من خلال استكشافه للأراضي غير المكتشفة. وعندما لاحظ أن الأنواع لم تكن دائمة كما كان يُعتقد قام بتطوير تفسير الجبل لشرح توزيع التنوع البيولوجي: عندما هبطت سفينة نوح على الجبل انحسرت المياه وتفرقت الحيوانات على ارتفاعات مختلفة من الجبل. أظهر ذلك أنواعًا مختلفة في مناخات مختلفة تثبت أنَّ الأنواع لم تكن ثابتة. وضعت نتائج لينيوس أساسًا للجغرافيا الحيوية البيئية. وكان هو مصدر إلهام لتصنيف عالم الاحياء من خلال إيمانه القوي بالمسيحية، والذي أفسح المجال بعد ذلك لبعض وجهات النظر العلمانية الإضافية حول التوزيع الجغرافي. وقال إن بنية الحيوان ترتبط ارتباطًا وثيقًا بمحيطه المادي. كانت هذه الفكرة مهمة لنظرية التوزيع الخاصة بجورج لويس بوفون.
لاحظ جورج دي بوفون بعد ذلك تغيرات في المناخ وكيفية انتشار الأنواع في جميع أنحاء العالم كنتيجة لذلك. وكان أول عالم يرى مجموعات مختلفة من الكائنات الحية في مناطق مختلفة من العالم. لاحظ بوفون أوجه تشابه بين بعض المناطق مما دفعه للاعتقاد بأن القارات كانت مرتبطة في وقت ما ثم فصلتها المياه وتسببت في حدوث اختلافات في الأنواع. وصف فرضياته في كتبه التي قال فيها أنَّ المناطق الجغرافية المختلفة ستملك أشكال مختلفة من الحياة. استلهم هذا مما لاحظة من خلال مقارنة العالم القديم والجديد لأنه وجد اختلافات بين الأنواع في العالمين. اعتقد بوفون أنّ هناك حدثًا واحدًا يتسبب في إنشاء الأنواع، وأن المناطق المختلفة من العالم كانت موطنًا لأنواع مختلفة، وهو رأي يختلف عن وجهة نظر لينيوس. أصبح قانون بوفون في نهاية المطاف مبدأ الجغرافيا الحيوية من خلال شرحه كيف كانت البيئات المتماثلة تستضيف أنواع متشابهة من الكائنات الحية. درس بوفون أيضًا المستحاثات مما دفعه إلى الاعتقاد بأن عمر الأرض قد تجاوز عشرات الآلاف من السنين، وأن البشر لم يعيشوا فيها لفترة طويلة مقارنة بعمر الأرض.
جاء عصر التنوير في أوروبا بعد هذه الفترة من الاستكشاف والذي حاول أن يشرح أنماط التنوع الحيوي التي لاحظها بوفون ولينيوس. طور ألكساندر فون هومبولت المعروف باسم (مؤسس الجغرافيا النباتية) في نهاية القرن الثامن عشر مفهوم البنية الجسدية العامة لإظهار وحدة العلوم وكيف تتشابه الأنواع معًا. وباعتباره من أوائل المساهمين في جمع البيانات التجريبية في علم الجغرافيا الحيوية من خلال سفره كمستكشف فقد لاحظ الاختلافات في المناخ والغطاء النباتي. تم تقسيم الأرض إلى مناطق عرّفها بأنها مدارية ومعتدلة والقطب الشمالي وكان يوجد في هذه المناطق أشكال متماثلة من الغطاء النباتي. وهذا ما مكنه في النهاية من إنشاء خط تساوي الحرارة الذي سمح للعلماء برؤية أنماط الحياة ضمن مناخات مختلفة. ساهم من خلال ملاحظاته في اكتشاف الجغرافيا النباتية، وساهم في وصف كل من السمات الحيوية وغير الحيوية للأرض في كتابه (الكون).
ساهم أوغسطين دي كاندول في مجال الجغرافيا الحيوية حيث لاحظ تنافس الأنواع والاختلافات العديدة التي ساهمت في اكتشاف تنوع الحياة. كان أوغسطين عالم نبات سويسري وقد ابتكر أول قوانين التسمية النباتية. وناقش توزع النبات وكان لنظرياته في نهاية المطاف تأثير كبير على تشارلز داروين الذي كان مصدر إلهام للنظر في تكيف الأنواع والتطور بعد معرفة الجغرافيا النباتية. كان دي كاندول أول من وصف الاختلافات بين أنماط التوزيع على نطاق ضيق ونطاق واسع للكائنات الحية في جميع أنحاء العالم.

### القرن التاسع عشر
ساهم العديد من العلماء الآخرين في القرن التاسع عشر بوضع نظريات جديدة لتطوير مفهوم الجغرافيا الحيوية. قام تشارلز لايل باعتباره أحد أوائل المساهمين في وضع النظريات في القرن التاسع عشر بتطوير نظرية الوتيرة الواحدة بعد دراسته المستحاثات. شرحت هذه النظرية أنه لم يتم خلق العالم من خلال حدث كبير واحد إنما من خلال العديد من أحداث ومراحل الخلق. كما طرحت نظرية الوتيرة الواحدة فكرة أنّ الأرض كانت أقدم بكثير مما كنا نعتقد في السابق. واستنتج ليل أنه من الممكن أن تنقرض الأنواع. وأدرك منذ أن لاحظ تغيرات مناخ الأرض أن توزيع الأنواع يجب أن يتغير وفقًا لذلك. قال ليل أن تغير المناخ أكمل تغيرات الغطاء النباتي، وهذا ما يربط البيئة باختلاف الأنواع. أثرت هذه الأفكار إلى حد كبير بتشارلز داروين أثناء وضعه لنظرية التطور.
كان تشارلز داروين عالم لاهوت طبيعي درس في جميع أنحاء العالم، وكانت أهم دراساته في جزر غالاباغوس. طرح داروين فكرة الانتقاء الطبيعي، ورفض الأفكار المقبولة سابقًا والتي تفيد بأن الأنواع ثابتة لا تتغير. كانت مساهماته في الجغرافيا الحيوية ونظرية التطور مختلفة عن مساهمات المستكشفين الآخرين في عصره لأنه طور آلية لوصف طرق تغير الأنواع. تشمل أفكاره المؤثرة تطور النظريات المتعلقة بالكفاح من أجل النجاة والانتقاء الطبيعي. أدخلت نظريات داروين جزءًا بيولوجيًا في الجغرافيا الحيوية والدراسات التجريبية مما مكن بعض العلماء اللاحقين من تطوير أفكار حول التوزع الجغرافي للكائنات الحية في جميع أنحاء العالم.
درس ألفريد راسل والاس توزع النباتات والحيوانات في حوض الأمازون وأرخبيل الملايو في منتصف القرن التاسع عشر. كان بحثه ضروريًا لتطوير الجغرافيا الحيوية وسمي لاحقًا (والد الجغرافيا الحيوية). أجرى والاس أبحاث ميدانية في عادات واتجاهات التكاثر والهجرة وسلوك التغذية لآلاف الأنواع. درس توزع الفراشات والطيور مقارنة بوجود أو عدم وجود عوائق جغرافية. أدت ملاحظاته إلى استنتاج أن عدد الكائنات الحية الموجودة في مجتمع ما يعتمد على كمية الموارد الغذائية في موطنها. يعتقد والاس أن الأنواع كانت متغيرة من خلال استجابتها للعوامل الحيوية وغير الحيوية. رأى هو وفيليب سلاتر الجغرافيا الحيوية كمصدر لدعم نظرية التطور حيث استخدموا استنتاج داروين لشرح كيف كانت الجغرافيا الحيوية مشابهة لسجل سلالات الأنواع. لا يمكن فهم بعض النتائج الرئيسية (مثل الفرق الكبير بين الحيوانات على جانبي خط والاس، والفرق الكبير الذي كان قائماً بين أمريكا الشمالية والجنوبية قبل التبادل الأمريكي العظيم) إلا في ضوء ذلك. وفيما عدا ذلك يمكن اعتبار مجال الجغرافيا الحيوية مجالًا وصفيًا بحتًا.

## التطبيقات الحديثة
تضم الجغرافيا الحيوية الآن العديد من المجالات المختلفة مثل الجغرافيا الطبيعية وعلم طبقات الأرض وعلم الأحياء وبيولوجيا النبات وعلم الحيوان وعلم الأحياء العام وغيرها. ينصب تركيز علماء الجغرافية الحيوية بشكل رئيسي على العوامل البيئية وما تأثير البشر في توزيع الأنواع المحددة في الدراسة. وفيما يتعلق بتطبيقات الجغرافيا الحيوية اليوم فقد سمحت التطورات التكنولوجية بتصوير ودراسة الأرض بالأقمار الصناعية. [21] هناك نوعان رئيسيان من التصوير بالأقمار الصناعية ضمن مجال الجغرافيا الحيوية الحديثة وهما نموذج كفاءة الإنتاج العالمي (GLO-PEM) ونظم المعلومات الجغرافية (GIS). يستخدم نموذج كفاءة الإنتاج العالمي التصوير بالأقمار الصناعية الذي يعطي (بيانات متكررة لأماكن متجاورة ضمن وقت محدد للغطاء النباتي). وتكون هذه البيانات على نطاق عالمي. [22] يمكن لنظم المعلومات الجغرافية إظهار عمليات معينة على سطح الأرض مثل مواقع الحيتان ودرجات حرارة سطح البحر وقياس الأعماق. [23] يستخدم العلماء الحاليون أيضًا الشعاب المرجانية للتعمق في تاريخ الجغرافيا الحيوية من خلال الشعاب المتحجرة.

## الجغرافيا الحيوية القديمة
تتقدم دراسة الجغرافيا الحيوية القديمة خطوة إلى الأمام لتشمل بيانات الجغرافيا الحيوية القديمة ومعطيات الصفائح التكتونية. كان من الممكن باستخدام التحليلات الجزيئية وبدلالة المستحاثات إثبات أن الطيور الجاثمة تطورت أولاً في منطقة أستراليا أو في القطب الجنوبي المجاور لأستراليا (كان يمتد في ذلك الوقت إلى الشمال بشكل أوسع وكان يتمتع بمناخ معتدل). انتشروا من هناك نحو قارات غندوانا الأخرى وجنوب شرق آسيا (الجزء الأقرب من لوراسيل إلى مكانهم الأصلي) في أواخر العصر الباليوجيني قبل انتهاء التوزيع العالمي في أوائل العصر النيوجيني. مع ملاحظة أنه في وقت الانتشار كان المحيط الهندي أضيق بكثير مما هو عليه اليوم، وأنّ أمريكا الجنوبية كانت أقرب إلى القطب الجنوبي. من الصعب تفسير وجود العديد من الاسلاف (القديمة) للطيور الجاثمة في إفريقيا، بالإضافة إلى توزع شبيهات عصافير الملك في أمريكا الجنوبية.
تساعد الجغرافيا الحيوية القديمة أيضًا في تقييم صحة الفرضيات حول توقيت الأحداث الحيوية الجغرافية مثل الانتواع متباين الموطن الجغرافي والانتشار الجغرافي، وتوفر معلومات فريدة حول تكوين المناطق الحيوية الإقليمية. على سبيل المثال: تخبرنا البيانات الناتجة عن دراسات الجينات والجغرافيا الحيوية للأنواع أن أنواع أسماك حوض الأمازون تزداد على مدى عشرات الملايين من السنين، وذلك من خلال الانتواع متباين الموطن وضمن مساحة تمتد على معظم المنطقة الاستوائية لأمريكا الجنوبية. بعبارة أخرى: على عكس بعض أنواع الحيوانات المعزولة المعروفة (عصافير غالاباغوس، ذبابة الفاكهة في هاواي، بلطيات بحيرات الشقوق الإفريقية) فإن تنوع أسماك حوض الأمازون ليست نتيجة التشعب التكيفي الحديث.
وتُقسم المناطق الطبيعية بالنسبة للكائنات الحية التي تعيش في المياه العذبة إلى مستجمعات مائية منفصلة عن طريق حد التصريف، تُعزل بشكل تدريجي ثم تعود لتتوحد من خلال عمليات التعرية. شهدت العديد من المجاري المائية تاريخًا من التقسيمات الشبكية خلال عمرها الجيولوجي في مناطق مثل حوض الأمازون (أو الأمازون بشكل عام، وحوض نهر أورينوكو، ومنطقة غيانا) ذات التضاريس الطبوغرافية المنخفضة (الاستوائية). ويعتبر الأسر النهري في هذا السياق عاملاً مهمًا يؤثر على تطور وتوزع الكائنات الحية في المياه العذبة. يحدث الأسر النهري عند اشتباك منبع نهر رافد يجري في أرض منخفضة بمجرى نهر انحداري يجري في أرض ذات مستوى أعلى فيأخذ الرافد ماء النهر الانحداري، ويسمى الرافد بالنهر الآسر. يمكن أن يحدث ذلك نتيجة لارتفاع الصفائح التكتونية (أو هبوطها)، أو نتيجة نشوء السد الطبيعي بسبب الانهيار الأرضي أو التعرية الأمامية أو الجانبية لمجمعات المياه من الأحواض المجاورة.

## مفاهيم الجغرافيا الحيوية والمجالات المتعلقة بها
الجغرافيا الحيوية هي علم اصطناعي متعلق بالجغرافيا وعلم الأحياء وعلوم التربة وعلم طبقات الأرض وعلم المناخ وعلم البيئة والتطور.
بعض المفاهيم الأساسية المتعلقة بالجغرافيا الحيوية:
- انتواع متباين الموطن: تقسيم الأنواع تبعًا لتطور افراد النوع المعزولين جغرافيًا.
- التطور: التغير في التكوين الجيني للأفراد.
- الانقراض: اختفاء نوع.
- الانتشار الحيوي: حركة أفراد النوع بعيدًا عن موطنهم الأصلي، يتعلق بالهجرة.
- المناطق المستوطنة.
- الانتشار الجغرافي: اختفاء الحواجز التي تحول دون الانتشار الحيوي وتبادل الجينات بين الأنواع، والتي تسمح بتوسيع النطاق ودمج المجموعات الحيوانية المعزولة سابقًا.
- مجال وتوزع الأنواع.
- فصل الافراد: وضع الحواجز أمام الانتشار الحيوي وتبادل الجينات، والذي تسعى إلى تقسيم الأنواع والكائنات الحية مما يؤدي إلى الانتواع والانقراض.

## الجغرافيا الحيوية النسبية
يمكن أن تسلك دراسة الجغرافيا الحيوية النسبية خطين رئيسيين لإجراء الأبحاث:
- الجغرافيا الحيوية المنهجية: دراسة العلاقات بين المناطق الحيوية، وتوزيعها، والتصنيف الهرمي.
- الجغرافيا الحيوية التطورية: إيجاد الآليات التطورية المسؤولة عن اختلاف الانواع. تشمل الآليات الممكنة تصنيفًا واسع النطاق بسبب انفصال القارات أو تشكيل مجموعات فردية تنتقل لمسافات لطويلة.

## الجغرافيا الحيوية المناطقية
يوجد العديد من أنواع وحدات الجغرافيا الحيوية المستخدمة في مخططات الأقلمة للجغرافيا الحيوية، حيث يوجد العديد من المعايير (تكوين الأنواع، علم الفراسة، الجوانب البيئية) ومخططات التسلسل الهرمي: الممالك الجغرافية الحيوية (النطاقات البيئية)، المناطق الحيوية، المناطق البيئية، الجغرافيا الحيوانية، مناطق الزهور، أنواع النباتات، الوحدات الأحيائية.